# Empire Distribution
Empire Distribution (comercializado como Empire) es una compañía de distribución y sello discográfico estadounidense fundada en 2010 por Ghazi Shami y con sede en San Francisco, California, con oficinas en Nueva York y Atlanta. ha lanzado álbumes en los géneros de hip hop, R&B, reggae, rock, gospel, latín, country y pop.
Empresas y artistas como Top Dawg Entertainment (Kendrick Lamar, ScHoolboy Q, Ab-Soul), Steel Wool (Anderson .Paak, Watsky, Jez Dior), Cody Wolfe, Kane Brown, Funk Volume (Dizzy Wright, Jarren Benton), ESGN (Freddie Gibbs), Think It's A Game Entertainment (Rich Homie Quan, YFN Lucci), Paper Route Empire (Young Dolph), Trill Entertainment (Boosie Badazz, Webbie), Last Kings Records (Tyga), Taylor Gang Entertainment (Berner, Chevy Woods), Hustle Gang (TI, BoB, Trae tha Truth), No Limit Forever Records (Master P]], Choppa, Romeo Miller, G5-J, Cymphonique, Silkk the Shocker), Nature Sounds (J. Dilla, Devin The Dude, Pete Rock), Jamla Records (9ma. Maravilla Rapsody), Bad Vibes Forever (XXXTENTACION), Mastered Trax (C-Kan) y la más reciente Bad Dreams Records (Iggy Azalea), tienen asociaciones con Empire, con música distribuida en plataformas como iTunes, Google Play, Amazon.com, Deezer, Spotify, Soundcloud y Rdio, junto con CD físicos y vinilos distribuidos en tiendas de discos tradicionales.
Empire ha apoyado álbumes debut y sencillos tempranos de varios artistas nuevos, con frecuencia firmando talentos jóvenes. En la escena de Atlanta, fueron el primer sello en lanzar Trinidad James, Rich Homie Quan, Migos, Rocko y K Camp. En Los Ángeles, han distribuido y/o siguen distribuyendo artistas como Kendrick Lamar, ScHoolboy Q, Problem, Skeme y Crooked I. También han estado involucrados en Nueva York con lanzamientos de Troy Ave, Styles P, Cam'ron y Busta Rhymes. En el lado R&B han firmado artistas como Eric Bellinger, Jacquees, Jesse Boykins III, Jonn Hart y Lyrica Anderson. Empire también ha tenido varios álbumes de reggae que han encabezado listas de éxitos, incluido el álbum de reggae J Boog Backyard Boogie y el lanzamiento de Shaggy en 2013 Out Of Many, One Music.

## Historia

### Fundación
Empire fue fundada en 2010 por el CEO, Ghazi Shami, un graduado en tecnología de la música de San Francisco State University y el exdirector de música urbana en INgrooves. En la operación de la compañía, Shami se unió a Nima Etminan, un MBA graduado en Gestión de Medios de la Hamburg Media School. Etminan, cofundador de la plataforma de hip hop DubCNN.com, trabajó para ampliar la misión y los servicios, y desde 2011 se ocupó de Marketing y A&R. Actualmente se desempeña como vicepresidente de operaciones y A&R junto con juanchooficialmx.

### Asociaciones
Inventor Music Entertainment, en Latinoamérica

## Artistas
- 9th Wonder
- 2nd Nature
- Ab-Soul
- The Alchemist
- A.Chal
- Adam Lambert
- Alexis & Fido
- C-Kan
- Bulovas family
- Amanda Perez
- Anderson Paak
- Andre Nickatina
- Bhad Bhabie
- Bankroll Mafia
- B-Legit
- Berner
- Bobby V
- Boosie Badazz
- Brockhampton
- CHASE
- Che’Nelle
- Chronixx
- Clyde Carson
- Crooked I
- Daz Dillinger
- DRAM
- Diamond D (D.I.T.C.)
- Dizzy Wright
- DJ Kay Slay
- DJ Pauly D
- Doe B
- EarthGang
- Electropoint
- Emilio Rojas
- Eric Bellinger
- Ester Dean
- Fashawn
- Fmb DZ
- Flavio Bautista
- Flipsyde
- Fermín IV
- Freddie Gibbs
- Glasses Malone
- Hayley Kiyoko
- Hopsin
- Hustle Gang
- Iamsu! (HBK Gang)
- Iggy Azalea
- Jacquees
- J Dilla
- J-HAZE
- J. Valentine
- Justina Valentine
- Jacob Latimore
- Jarren Benton
- Jesse Boykins III
- Jim Jones
- Joji
- Jonn Hart
- Keak Da Sneak
- Kilo Kish
- Kurupt
- Lamont Sincere
- Lil Duval
- Lumidee
- Lyrica Anderson
- Mac Dre
- Mandy Rain
- Mann
- Mars

### Solo miembros
- Messy Marv
- Mistah F.A.B.
- Mitchy Slick
- Monkey Beezness
- Mozzy
- Nef the Pharaoh
- Nefew
- No Malice (The Clipse)
- Paulina Goto
- Philthy Rich
- Pia Mia
- PnB Rock
- Popcaan
- Problem
- Rapper Big Pooh
- Rapsody
- Rayven Justice
- RBL Posse
- Remy Ma
- Rich Brian
- Rich Homie Quan
- Rocko
- Robb Banks
- Saba (rapper)
- Sage The Gemini
- Sean Garrett
- Selfish
- Shaggy
- Show Banga
- Skeme
- Skyzoo & Torae
- Slim Thug
- Supa Bwe
- Starlito
- Tego Calderón
- The Foreign Exchange
- The Grouch & Eligh
- The Jacka
- Trae tha Truth
- Travis Garland
- Trinidad James
- Troy Ave
- Turf Talk
- Tyga
- Victoria Monet
- WC
- We Are Toonz
- White Eagle
- Craig Xen
- XXXTENTACION
- Xai Beats
- Young Chop
- Young Dolph
- Yung Beef
- Zion I
- Zion y Lennox
- Z-Ro
- JuanchoOficialMx